# 韦黄裳
韦黄裳（？—？），京兆府万年县（今陕西省西安市长安区）人，出自京兆韦氏逍遥公房，唐朝官员。

## 生平
天宝年间，韦黄裳出任万年县县尉，当时御史大夫、京兆尹王鉷和儿子卫尉少卿王准都受到唐玄宗李隆基宠信，韦黄裳和长安县县尉贾季邻经常在办公场所储备数百贯铜钱，准备名伎和佳肴，以等候王准经过，不敢冒犯他的意思。
乾元元年十二月甲辰（759年1月9日），唐朝设置浙江西道节度使，兼领苏州、润州等十个州，以升州刺史韦黄裳出任苏州刺史、浙江西道节度使。

## 其他
上元年间，韦广济突然死去。自己说当初看见一个使者拿着帖子对自己说，阎王要他去当判官。韦广济到了阎王门前，却没看到阎王。不一会儿，衢州刺史韦黄裳也到了，韦广济上前拜见问候，韦黄裳是韦广济的堂兄。韦黄裳问韦广济为什么来到这里，韦广济答道：“奉阎王的帖子，追我为判官。”韦黄裳笑着说：“我已经当了判官，你应当回去。”韦黄裳让韦广济坐一会儿，命人去置办伙食。顷刻之间饭菜已到，盘中都是人的鼻子、手指等物。韦黄裳对韦广济说：“这是鬼道中的食物，弟弟你既然想回去，不应再吃。”韦黄裳命令带韦广济来的那人把韦广济送回去。等到韦广济苏醒，就说了他的见闻，而韦黄裳却平安无事，韦黄裳几天后才突然暴死。当年，吕延任浙东节度使，有个术士对他说：“地狱的差役说，阎王追您为判官，您应该速设道场诵经念佛，或许能免除。”吕延非常害怕，大设道场造像诵经，数十天后，术士对他说：“您已经得到豁免，阎王去召韦衢州，文书已经发出。”吕延派人到信安，让他急速报告消息，十天后，韦黄裳死去。

## 家庭

### 儿子
- 韦旻，河南府参军

### 孙子
- 韦博，昭义节度使